# Räbrunnsåsen
Räbrunnsåsen är ett naturreservat som o0mfttar en sträcka kring en ås med detta namn i Älvdalens kommun i Dalarnas län.
Området är naturskyddat sedan 2011 och är 83 hektar stort. Reservatet består av gammal talldominerad naturbarrskog med inslag av gran i öster.